# Baquejur

Síria (Bilade Xame) e suas províncias no século IX

Baquejur (m. 991) foi um escravo militar circássio (mameluco ou gulam) que serviu os hamadânidas de Alepo e depois o Califado Fatímida do Egito. Ele tomou controle de Alepo em 975 e governou-a até 977, quando o governante hamadânida por direito, Sade Adaulá, readquiriu-a. Dado o governo de Homs, em 983 ele foi para os fatímidas e lançou um ataque contra Alepo, onde foi derrotado através da intervenção das tropas bizantinas. Baquejur então tornou-se governador de Damasco para os fatímidas até 988. Ele fez uma última tentativa de capturar Alepo em 991, mas novamente foi derrotado graças a intervenção bizantina. Baquejur foi capturado por Sade Adaulá e executado.

## Biografia
Baquejur foi um escravo militar circassiano (mameluco ou gulam), originalmente recrutado pelo hamadânidas. Por 969, ascendeu para a posição de subgovernador de Carcuia, o poderoso camareiro (hájibe) do emir Ceife Adaulá que, após a morte do último em 967, tomou controle de Alepo, efetivamente depondo Sade Adaulá, filho de Saíde Adaulá, que após longa peregrinação conseguiu encontrar refúgio em Homs. Em 975, Baquejur depôs e prendeu Carcuia e tomou controle de Alepo. Isso encorajou Sade Adaulá a tentar recuperar a capital de seu pai. Ajudado por alguns dos gulans de seu pai e, crucialmente, pela poderosa tribo dos quilabitas que vivia nos arredores da cidade, Sade Adaulá sitiou Alepo e capturou-a. Carcuia foi libertado e novamente confiado com os assuntos de estado até sua morte alguns anos depois, enquanto para Baquejur deu-se o governo de Homs em compensação.
Sade Adaulá recuperou o controle de seu emirado, mas sua posição era precária: Alepo estava situada entre dois grandes poderes, o Império Bizantino e o Califado Fatímida, que visavam controlar o emirado, e o norte da Síria com ele. Desde 969, Alepo era tributário dos bizantinos, um fato que Sade Adaulá ressentia. Por outro lado, ele era dependente do suporte bizantino para evitar a anexação total do emirado pelo califa Alaziz (r. 975–996). Como resultado, sua política vacilou entre os dois poderes. Em 983, Baquejur confrontou-se com Sade Adaulá e partiu para os fatímidas, que deram-lhe tropas com as quais eles atacou Alepo em setembro. O emir foi forçado a apelar para o imperador bizantino Basílio II Bulgaróctono (r. 976–1025) por ajuda, e o cerco foi levantado por um exército sob Bardas Focas, o Jovem. Os bizantinos então marcharam para sul e saquearam Homs em outubro. A cidade foi devolvida para o controle hamadânida, enquanto Baquejur fugiu para território fatímida.
Baquejur agora apelou para Alaziz, e solicitou o governo de Damasco. Esse pedido produziu uma cisão entre o califa, que favoreceu a expansão na Síria e viu em Baquejur uma ferramente para capturar Alepo, e seu vizir Iacube ibne Quilis, que opunha-se a esta política e além disso desejava manter o governador incumbente Baltaquim, um protegido seu. Poderosos interesses dentro da cidade, especialmente os judeus sob Manassés ibne Alcazaz e os militares turcos estabelecidos, também opunham-se a nomeação de Baquejur devido a sua relação com os líderes tribais árabes locais, particularmente os Banu Tai sob Mufarrije ibne Daguifal. No final, Alaziz passou pro cima de quaisquer objeções e ordenou que a cidade fosse entregue para Baquejur (dezembro de 983).

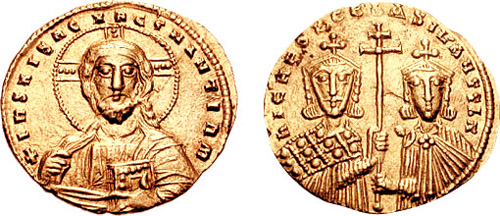
Histameno de r. e r.

O mandato de Baquejur em Damasco foi conturbado devido a oposição que enfrentou, e as medidas brutais com as quais reprimiu-a, fazendo-se impopular. Já logo após sua pretensão ao governo, ele executou um dos apoiantes judeus de Manassés ibne Alcazaz, enquanto em 987 uma conspiração para destituí-lo, financiada por ibne Quilis, resultou numa chacina de seus oponentes na cidade. Finalmente, na primavera de 988, ibne Quilis persuadiu Alaziz a depor Baquejur, e enviou um exército sob Munir contra Damasco. Baquejur e seu aliado árabe Mufarrije escaramuçaram as tropas fatímidas de Munir e seus aliados tribais árabes por aproximadamente dois meses, antes de Munir conseguir uma grande vitória em uma batalha em Daria, ao sudoeste de Damasco. Desanimado, Baquejur obteve uma promessa de perdão e passagem livre, e partiu para Raca, no Eufrates, em 29 de outubro. Ele foi substituído por outro protegido de ibne Quilis, o gulam Iacube Alciclabi. De Raca, ele continuou a conspirar contra Sade Adaulá, esperando readquirir Alepo. Sade Adaulá, novamente com assistência bizantina, foi capaz de derrotá-lo e capturá-lo em Na'ura, a leste de Alepo, em abril de 991, e depois executou-o.